# Chaetopelma olivaceum
Chaetopelma olivaceum (Synonym: Chaetopelma gracile) ist eine Spinne aus der Familie der Vogelspinnen (Theraphosidae). Die Art ist überwiegend in Vorderasien vertreten, wobei sie jedoch auch in Ägypten und im Sudan sowie auf Zypern vorkommt.
Die englischen Trivialbezeichnungen von Chaetopelma olivaceum lauten Israeli black tarantula, Black furry (tarantula), Black tarantula und Middle East gold (tarantula); (übersetzt etwa „Israelische Schwarze Vogelspinne“, „Schwarze Pelz-Vogelspinne“, „Schwarze Vogelspinne“ und „Goldene Nahost-Vogelspinne“).

## Merkmale

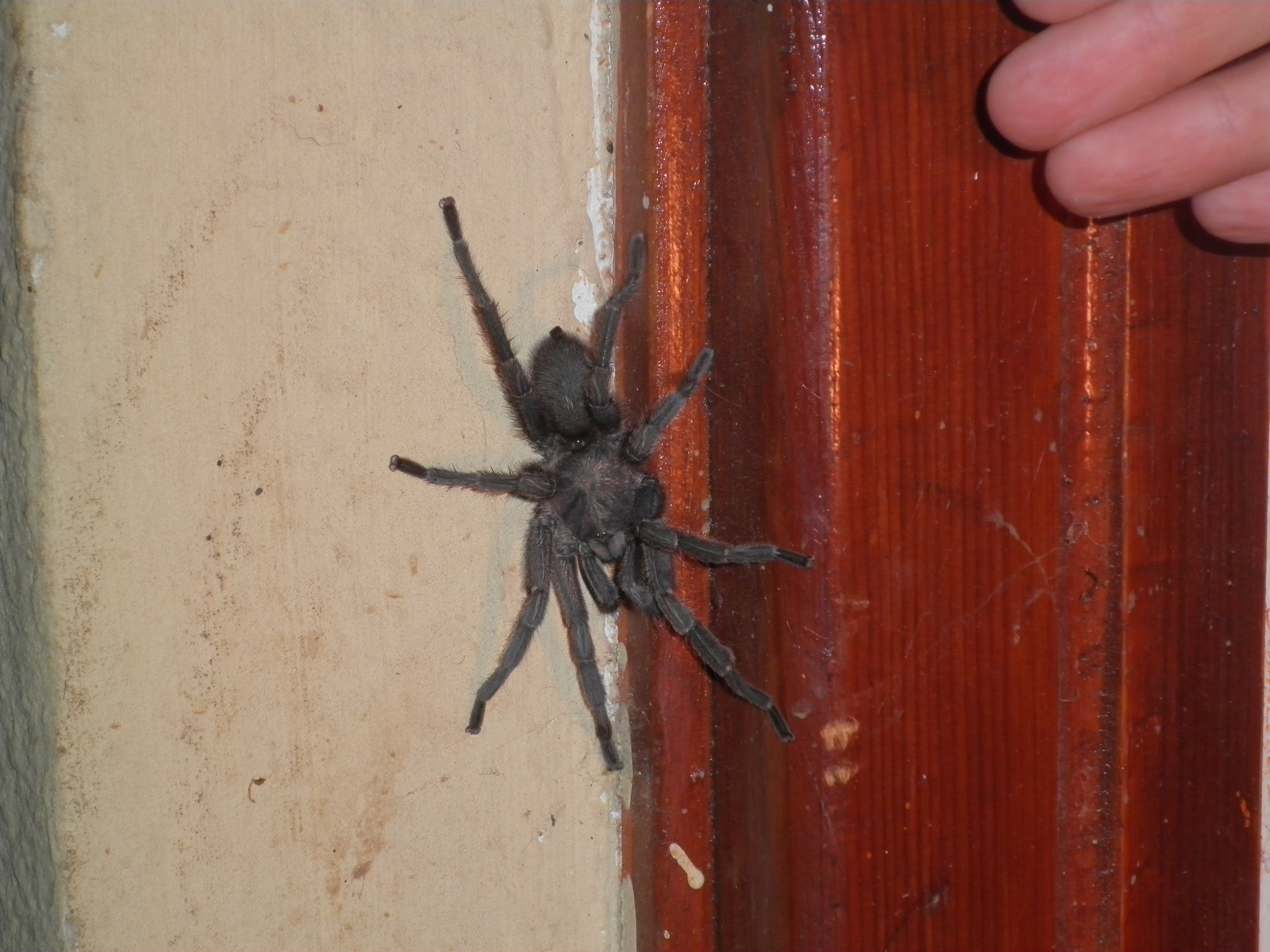
Weibchen im Größenvergleich

Das Weibchen von Chaetopelma olivaceum erreicht eine Körperlänge von etwa 40 bis 50, maximal zirka 60 Millimetern. Die Beinspannweite beläuft sich in diesem Falle auf über 100 Millimeter. Das Männchen bleibt mit einer Körperlänge von gut 25 bis 35,3 Millimetern kleiner. Die Grundfärbung der Art ist braun, wobei das Prosoma goldbraun erscheint. Sie besitzt keine Zeichnung oder auffällige Farbflecken. Der Körperbau der Art entspricht dem anderer Arten der Gattung Chaetopelma und somit existiert auch wie bei anderen Spinnen bei Chaetopelma olivaceum ein stark ausgeprägter Sexualdimorphismus (Unterschied der Geschlechter).

### Weibchen
Für ein untersuchtes Weibchen von Chaetopelma olivaceum, das aus dem Libanon stammt und eine Körperlänge von 43,3 Millimetern aufweist, wurden folgende Maße und Eigenschaften verzeichnet: Der Carapax (Rückenschild des Prosomas, bzw. Vorderkörpers) ist 16,3 Millimeter lang und 14,3 Millimeter breit. Dabei ist der Clypeus (Abschnitt zwischen dem vorderen Augenpaar und dem Rand des Carapax) sehr schmal und das Labium (Lippe) ist 2,1 Millimeter lang und 2,7 Millimeter breit. Es besitzt 56 Höcker. Der für Vogelspinnen typische Augenhügel ist 1,5 Millimeter breit und 2,2 Millimeter lang. Die Augen sind wie bei Vogelspinnen typisch in zwei Reihen übereinander angeordnet, dabei ist die obere Augenreihe normal gebogen und die hintere leicht zurückgebogen. Die Cheliceren (Kieferklauen) sind mit 13 Zähnchen versehen und die Maxillen (modifizierte Coxae (Hüftglieder) der Pedipalpen (umgewandelte Extremitäten im Kopfbereich)) weisen etwa 100 Höcker am Innenwinkel auf. Das Sternum (Brustplatte des Prosomas) besitzt eine Länge von 6,7 und eine Breite 5,8 Millimetern und ist von ovaler Form. Die Fovea (Einsenkung am Carapax) liegt transversal und ist etwas nach hinten gebogen. Die Epigyne (weibliches Geschlechtsorgan) setzt sich aus zwei Spermatheken (Samentaschen) zusammen, die jeweils länger als breit und im apikalen Abschnitt sehr dünn sind. Darüber sind sie endständig mit zwei Lappen versehen und nach außen gerichtet.

### Männchen

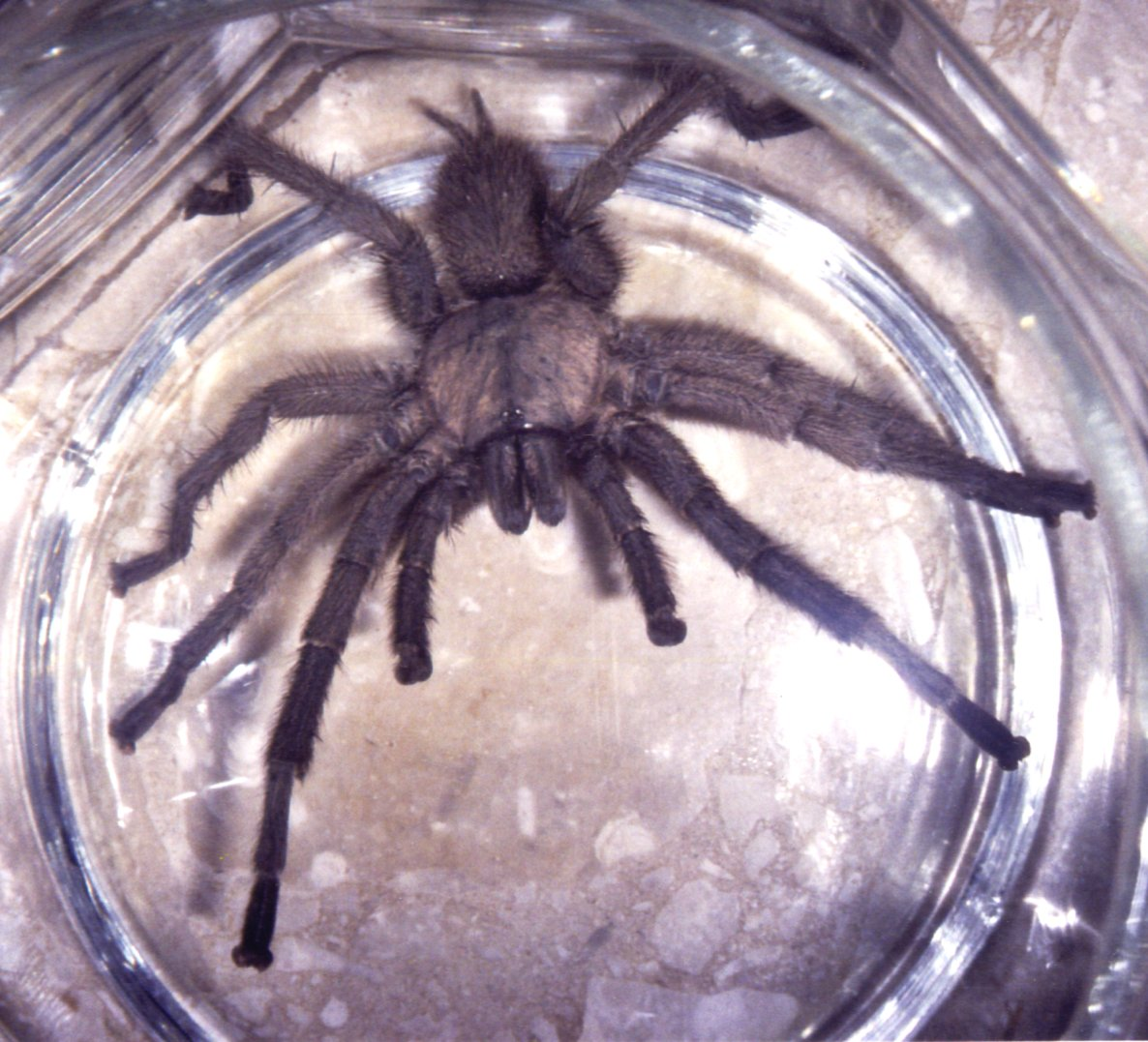
Männchen

Für ein männliches, ebenfalls aus dem Libanon stammendes Exemplar mit einer Länge von 35,3 Millimetern wurden folgende Maße und Eigenschaften festgestellt: Sein Carapax ist 16,1 Millimeter lang und 13,7 Millimeter breit. Bei diesem Männchen ist der Augenhügel 1,6 Millimeter lang und 2 Millimeter breit. Ansonsten entspricht er wie der Clypeus von seinen Eigenschaften einschließlich der der Augen dem des Weibchens. Das Labium besitzt hier eine Länge von 2,0 und eine Breite von 2,6 Millimetern sowie 55 Höcker und das Sternum eine Länge von 6,7 und eine Breite 5,9 Millimetern. Die Maxille des männlichen Holotyps besitzt 110 Höcker. Sternum und Fovea sind wie beim weiblichen Holotyp aufgebaut. Die Bulbi (männliche Geschlechtsorgane) besitzen je einen langen und dünnen Embolus (Spitzen der Bulbi) mit einer schraubenförmigen Windung. Die Tibiaapophyse (chitinisierter Fortsatz) weist zwei Verzweigungen auf. Eine davon ist prolateral angeordnet und kürzer. An der Basis befindet sich je ein Dorn. Der andere Zweig ist retrolateral angelegt, länger als der prolaterale und hat einen gebogenen Verlauf. Dieser ist im distalen Bereich verbreitert und auf der Apikalseite mit einer Reihe von 12 Stacheln versehen.

### Ähnliche Arten
Chaetopelma olivaceum ähnelt sehr den anderen Arten der Gattung, sodass diese meist nur durch genitalmorphologische Merkmale sicher voneinander unterschieden werden können. Am ähnlichsten ist C. olivaceum der Art Chaetopelma karlamani. Die Männchen von C. olivaceum können von denen von C. karlamani sicher durch den Aufbau der Tibiaapophyse unterschieden werden. Bei C. olivaceum ist der retrolaterale Ast anders als bei C. karlamani im apikalen Teil breiter, hat anders als diese dort auch eine Reihe von 12 anstelle von lediglich 9 Stacheln. Daneben finden sich weitere ähnliche Arten auch in der Unterfamilie Ischnocolinae wieder.

## Vorkommen

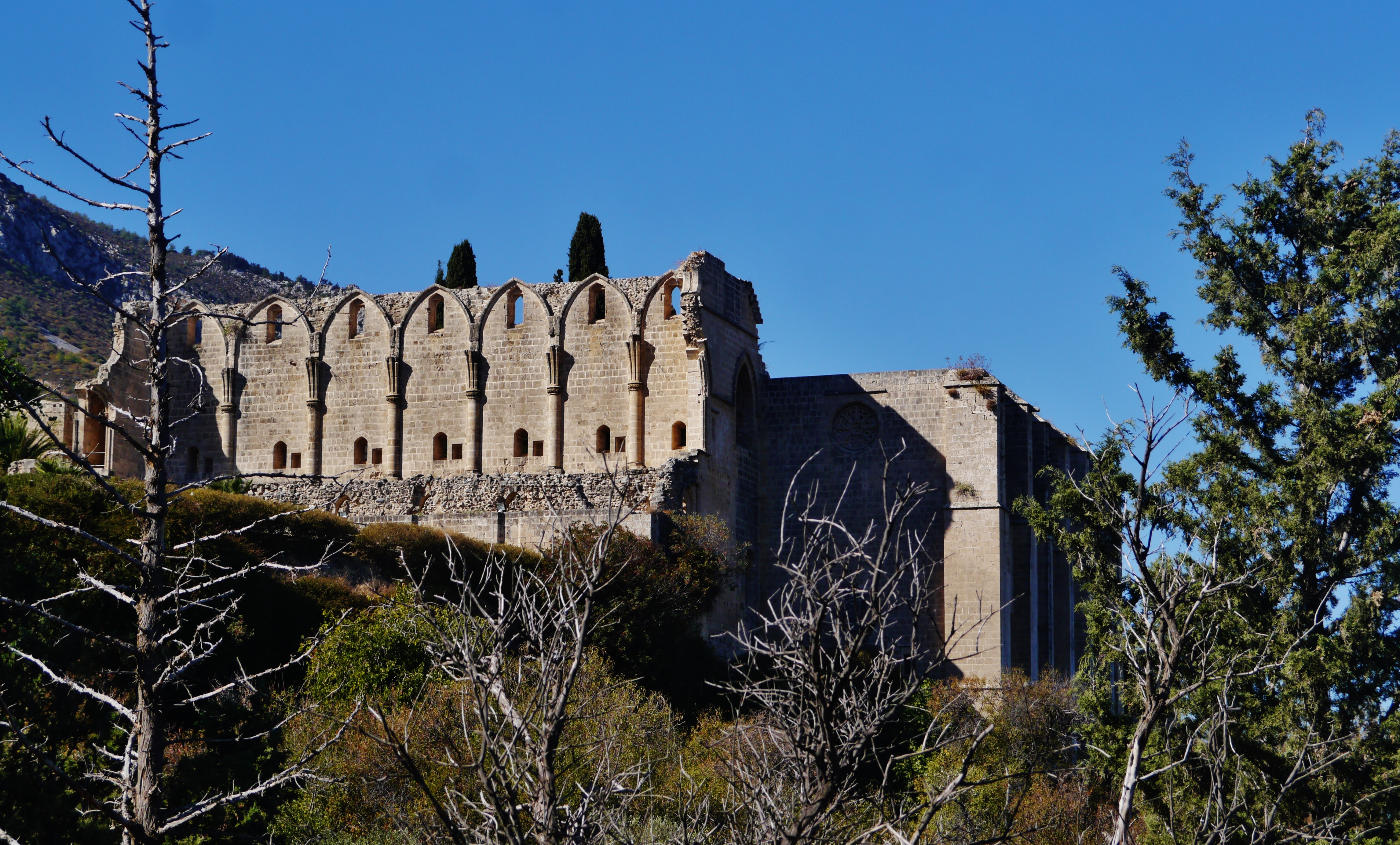
Mitunter werden alte Anlagen wie die Ruine der Abtei Bellapais in Nordzypern von Chaetopelma olivaceum bewohnt.

Das Verbreitungsgebiet von Chaetopelma olivaceum umfasst Zypern, Ägypten, Israel, Jordanien, Libanon, Palästina, Saudi-Arabien, Sudan, Syrien und laut einigen Sichtungen auch den Irak, wo die anpassungsfähige Art in einer Vielzahl von Habitaten einschließlich menschlicher Bauten vorkommt.

### Lebensraum

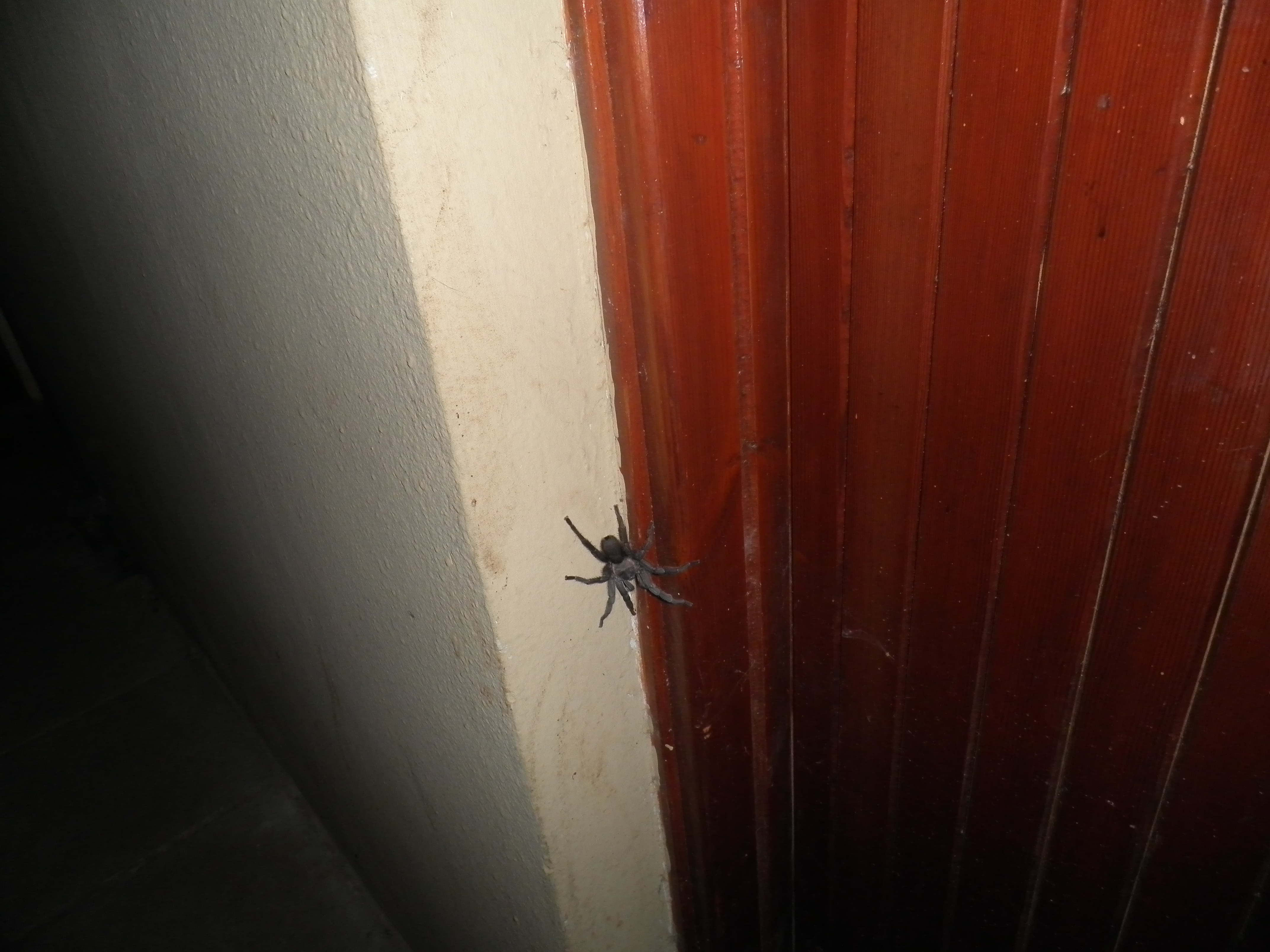
Weibchen an einer Hauswand in Galiläa (Nordisrael)

Chaetopelma olivaceum bewohnt in freier Natur besonders Wälder und Steppen, wo sie vielfach unter Steinen oder Baumrinde zu finden ist. Als Kulturfolger ist die Art auch im Siedlungsbereich anzutreffen, wo sie oftmals die Gemäuer alter Bauwerke bewohnt und in Höhen von einem bis zwei Metern Mauerritzen besiedelt. In Siedlungen bewohnt die Spinne außerdem häufig dunkle und feuchte Orte, wie Abflussanlagen, Kanalisationen und Brunnen. Gelegentlich wird die Art auch in Gärten nachgewiesen. Am häufigsten werden jedoch verlassene Bauwerke, etwa Ruinen oder Gräber mit dieser Eigenschaft bewohnt.

### Bedrohung und Schutz
Da Chaetopelma olivaceum nicht von der IUCN erfasst wird, existieren keine Informationen über Bestandsbedrohungen der Art.

## Lebensweise

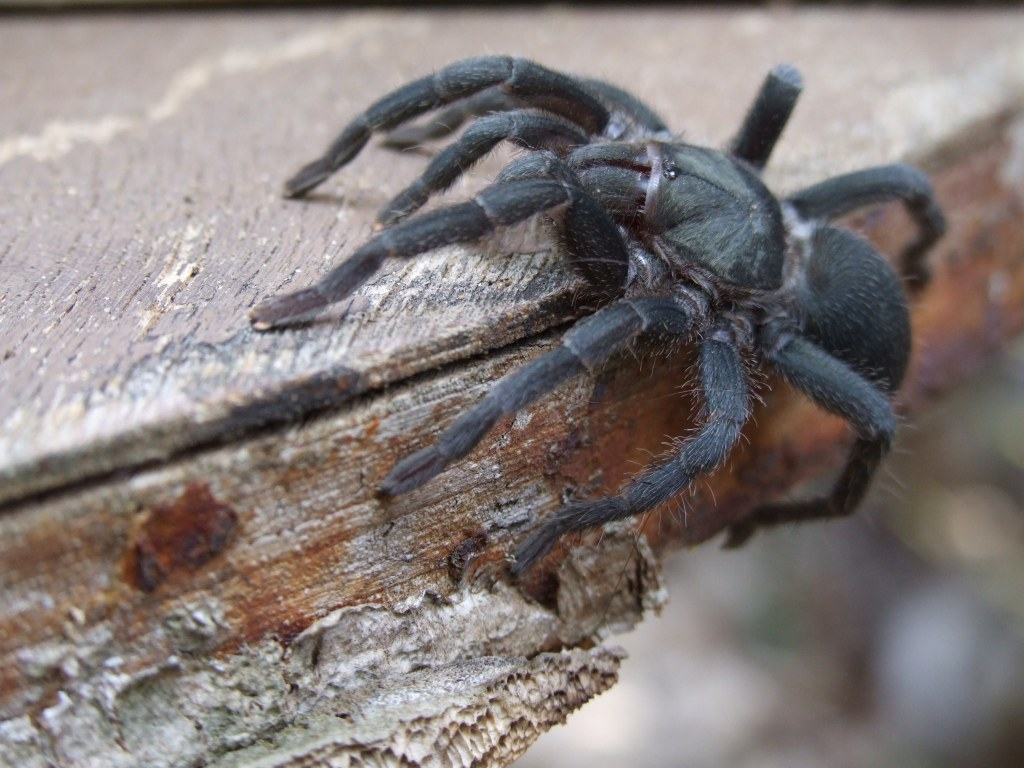
Freilaufendes Weibchen an einem Gemäuer

Chaetopelma olivaceum zählt zu den bodenbewohnenden Vogelspinnen und gräbt wie viele Arten der Familie mit dieser Lebensweise besonders in freier Natur Wohnröhren, die mit Gespinsten ausgekleidet werden. In den Mauerritzen verschiedener Bauwerke legt die Spinne dann deutlich kleinere Wohngespinste an und ist somit dort zumindest am Tag schwieriger zu entdecken. Bemerkenswert ist, dass die Art überwiegend die Ritzen von Gemäuern bewohnt, die gen Norden gerichtet sind. Die Individuendichte ist nicht selten hoch, sodass mehrere Exemplare der Art am gleichen Fundort auffindbar sind.
Chaetopelma olivaceum ist wie alle Vogelspinnen nachtaktiv und lebt sehr zurückgezogen. Die Spinne zeigt sich erst am Abend an der Mündung oder außerhalb ihres Unterschlupfes. Aufgrund ihres Habitats sind besonders Tausendfüßer häufig Beutetiere der Art. Daneben werden auch kleine Wirbeltiere, etwa kleinere Nagetiere oder Reptilien, von Chaetopelma olivaceum erbeutet. An den Ausgängen der Wohngespinste sind nicht selten Exoskelette oder andere Überreste von verzehrten Beutetieren sichtbar.

### Abwehrverhalten

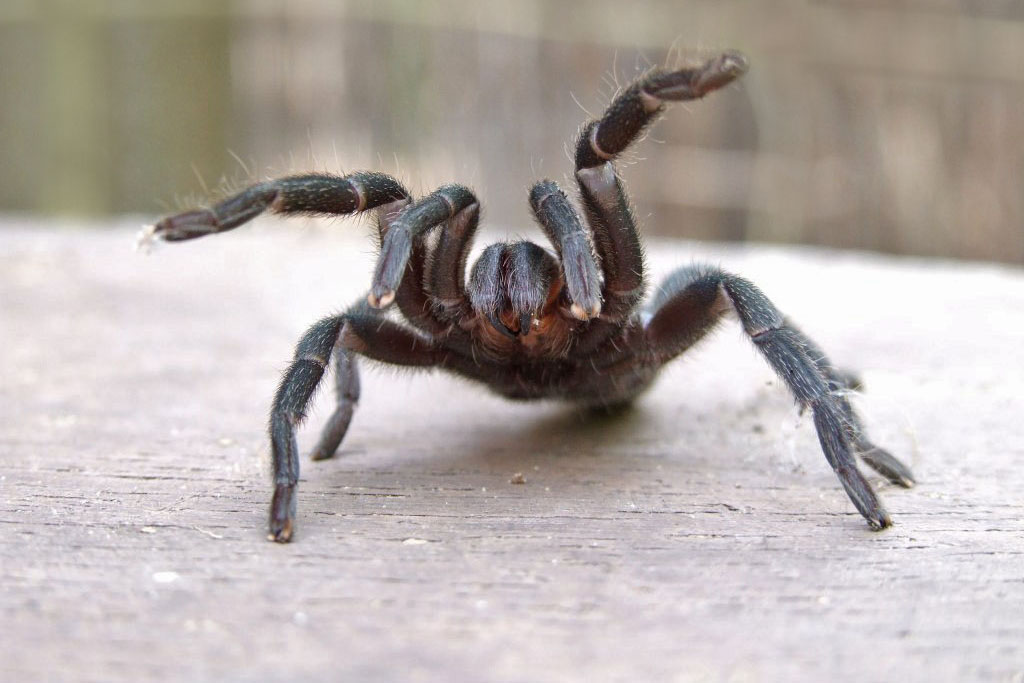
Drohstellung eines Weibchens

Chaetopelma olivaceum zählt, anders als es die vergleichsweise hoch ausgeprägte innerartliche Verträglichkeit vermuten ließe, zu den Vogelspinnenarten mit höherer Abwehrbereitschaft. Bei Begegnungen mit möglichen Prädatoren (Fressfeinden) nimmt die Art häufig eine für Vogelspinnenartige übliche Drohgebärde ein, bei der sich die Spinne aufrichtet und das erste Beinpaar sowie die Pedipalpen erhebt. Dabei schlägt die Spinne mit den erhobenen Extremitäten nach dem Angreifer, sollte sich dieser nähern. Als letzte Möglichkeit kann sie sich mit einem Biss verteidigen. Gelegentlich zieht Chaetopelma olivaceum bei einer Störung eine Flucht vor oder stellt sich tot.

### Phänologie
Die Phänologie (Aktivitätszeit) von Chaetopelma olivaceum beläuft sich auf das ganze Jahr, allerdings nimmt die Aktivität der Art in der kalten Jahreszeit ab. Besonders sind ausgewachsene Männchen auch freilaufend außerhalb ihrer Unterschlüpfe zwischen April und Juli auf der Suche nach weiblichen Geschlechtspartnern anzutreffen.

### Fortpflanzung
Das Fortpflanzungsverhalten von Chaetopelma olivaceum weicht nicht nennenswert von dem anderer Vogelspinnen ab und die bislang überwiegend in Gefangenschaft beobachtete Paarung selber verläuft zumeist friedlich. Einige Zeit nach der Paarung legt das Weibchen einen Eikokon an, aus dem wiederum nach einem weiteren Zeitabstand die Jungtiere schlüpfen. Die Schlupfrate ist bei Chaetopelma olivaceum vergleichsweise hoch. Interessant ist die bei der Art vorhandene Brutpflege. Das Weibchen reicht erlegte Beutetiere an seinen Nachwuchs weiter, der sich dann an dem Verzehr beteiligt. Wie lange die Jungtiere genau bei der Mutter verweilen, ist nicht überliefert. Die hohe Anzahl an Jungtieren erklärt aber die geringe innerspezifische Aggressivität bei Chaetopelma olivaceum. Von der Mutter getrennte Jungtiere können auch eigenständig heranwachsen und verhalten sich in dem Fall wie die ausgewachsenen Spinnen.

## Natürliche Feinde
Die bedeutendsten Feinde von Chaetopelma olivaceum sind die in Israel vertretenen Wegwespen Hemipepsis brunnea und Pseudopompilus humboldti aus der Familie der Pompilidae. Wie bei allen Arten dieser Familie suchen begattete Weibchen dieser Wespen nach Exemplaren der bevorzugten Spinnenart, versetzen diesen dann einen lähmenden Stich und vergraben sie in einem Erdloch, ehe sie je ein Ei auf eine einzelne betäubte Spinne legen. Die geschlüpfte Larve verzehrt dann die bewegungsunfähige Spinne.

## Chaetopelma olivaceumund Mensch
Chaetopelma olivaceum hat bei verschiedenen Personen einen unterschiedlichen Ruf. In den nordafrikanischen Gebieten etwa wird die Art aufgrund ihres schmerzhaften Bisses (s. Kapitel Toxizität und Bissunfälle) gefürchtet.

### Toxizität und Bissunfälle

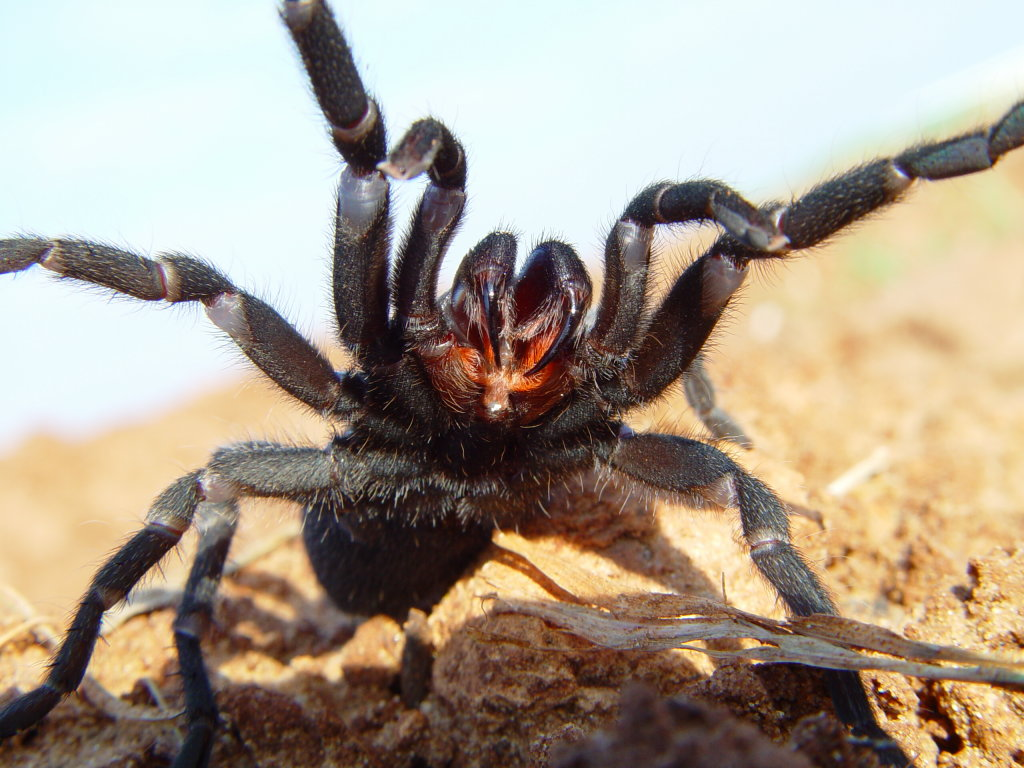
Ventrale Detailansicht eines drohenden Weibchens mit den gut sichtbaren Cheliceren (Kieferklauen)

Bedingt durch die Größe ihrer Cheliceren ist es wie bei allen Vogelspinnen auch Chaetopelma olivaceum möglich, mit diesen die menschliche Haut zu durchdringen. Der Biss selber verläuft wie bei den meisten anderen Arten der Familie im Normalfall ohne medizinisch relevante Symptome und wird von der Wirkung her meist mit einem Wespenstich verglichen. Allerdings ist zu beachten, dass Personen je nach Alter und gesundheitlichem Zustand einschließlich einer möglichen Allergie auf das Gift der Art unterschiedlich reagieren können – so sind auch Fälle bekannt, bei denen Bissopfer für acht Tage klinisch behandelt wurden.

### Terraristik
Wie andere Vogelspinnen wird auch Chaetopelma olivaceum gelegentlich als Heimtier in der Terraristik gehalten, erfreut sich aber verglichen mit anderen Arten der Familie vermutlich bedingt durch ihre vergleichsweise kontrastarme Farbgebung einer geringeren Beliebtheit in diesem Bereich. Vor dem Kauf eines oder mehrerer Exemplare der Art sollte man sich ihrer nervösen Wesensart bewusst sein. Außerdem muss für eine natürliche Haltung das Klima im natürlichen Verbreitungsgebiet von Chaetopelma olivaceum bestmöglich simuliert werden, d. h., im Sommer sollte man bei entsprechend hohen Temperaturen den Bodengrund des Terrariums antrocknen lassen und aufgrund dessen allerdings immer ein Trinkgefäß für die Spinne zur Verfügung stellen. Im Winter sollte die Temperatur für vier Wochen auf etwa 15 Grad Celsius gesenkt werden, um die kalte Jahreszeit ihres natürlichen Habitats nachzuahmen.

## Systematik
Die Art Chaetopelma olivaceum wurde von ihrem Erstbeschreiber Carl Ludwig Koch 1841 wie alle Vogelspinnenartigen in die Gattung Mygale eingeordnet und erhielt den Namen Mygale olivacea. Von Eugène Simon wurde 1892 die Gattung Chaetopelma aufgestellt und Chaetopelma olivaceum wurde zur Typusart der Gattung. Da der Holotyp verschollen ist, gab es verschiedene weitere Beschreibungen der Art, zuletzt 2008 durch den brasilianischen Arachnologen José Paulo Leite Guadanucci und den britischen Arachnologen Richard C. Gallon. Selbige Autoren haben auch die Arten Chaetopelma gracile und Chaetopelma aegyptiacum (auch als „Ägyptische Vogelspinne“ bezeichnet) mit Chaetopelma olivaceum synonymisiert, obgleich Chaetopelma gracile wie Chaetopelma aegyptiacum noch immer gelegentlich fälschlicherweise als eigene Art angesehen wird.
Chaetopelma olivaceum weist neben den bereits erwähnten Synonymen noch weitere auf. Diese lauten:
- schnocolus gracilis Ausserer, 1871
- Ischnocolus syriacus Ausserer, 1871
- Chaetopelma aegyptiaca Ausserer, 1871
- Avicularia tetramera Simon, 1873
- Avicularia striatocauda Simon, 1873
- Nemesia concolor Simon, 1873
- Ischnocolus striatocauda Ausserer, 1875
- Cratorrhagus tetramera Simon, 1892
- Cratorrhagus tetramerus Reimoser, 1919
- Chaetopelma shabati Hassan, 1950
- Cratorrhagus tetrameris Bonnet, 1956
- Chaetopelma adenense Smith, 1990
- Chaetopelma shabati Smith, 1990
- Ischnocolus jerusalemensis Smith, 1990
- Chaetopelma anatolicum Schmidt & Smith, 1995
- Chaetopelma gracile Vollmer, 1997

## Galerie

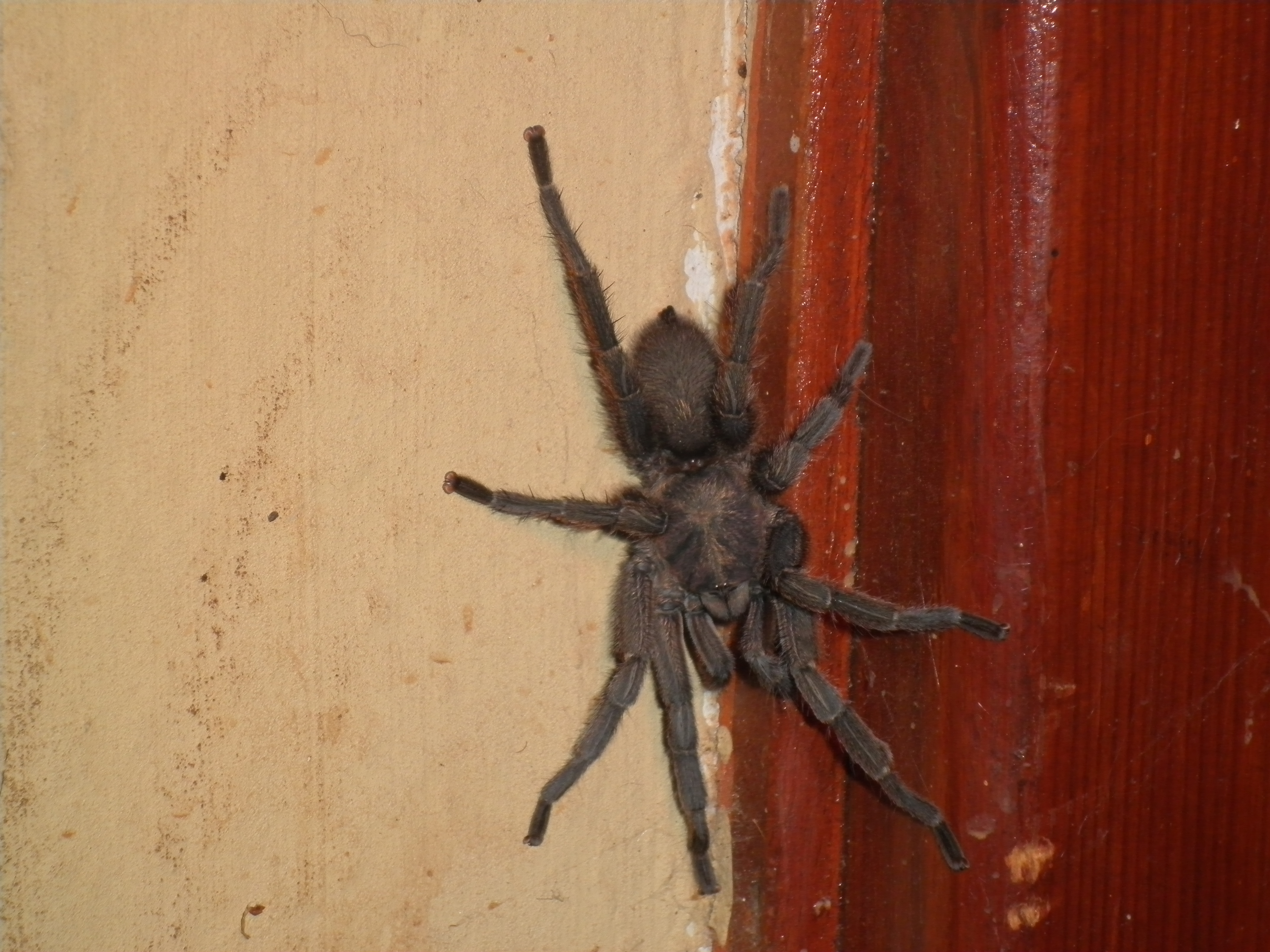
Dorsalansicht eines Weibchens
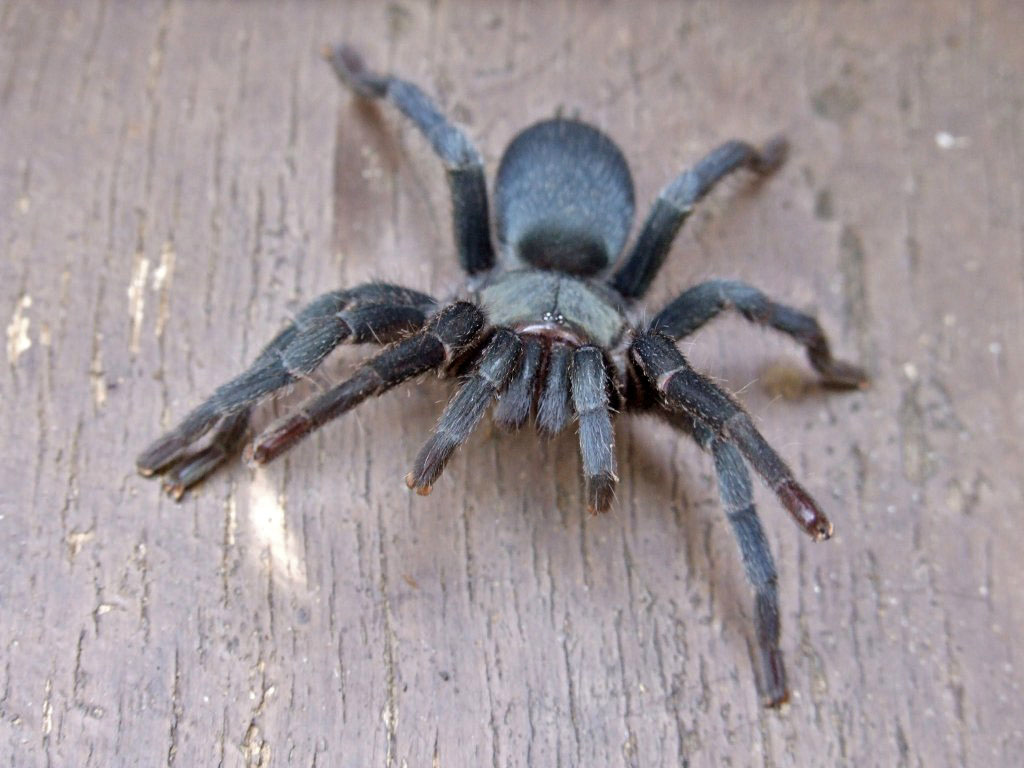
Dito, bei einem drohenden Weibchen
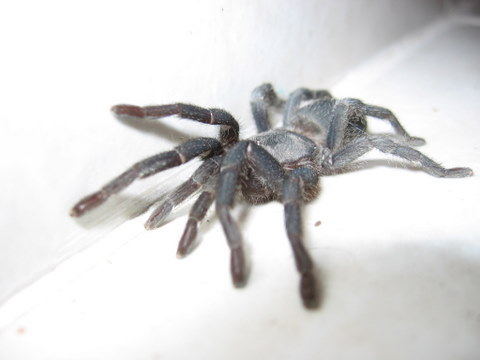
Frontalansicht eines Weibchens
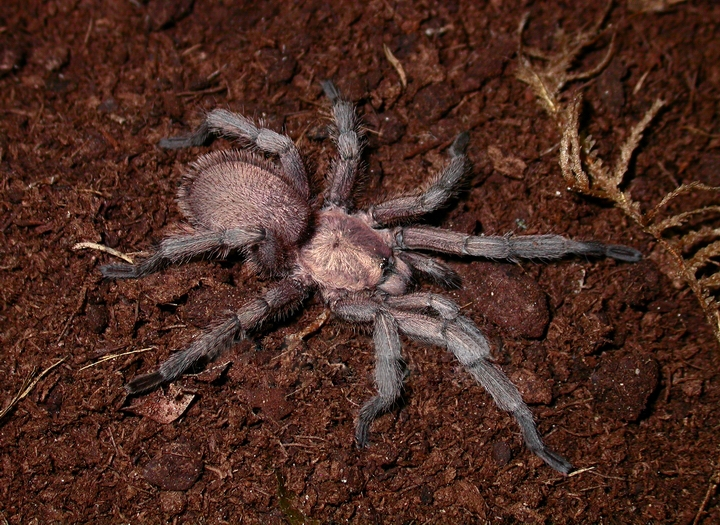
Lateralansicht eines Weibchens
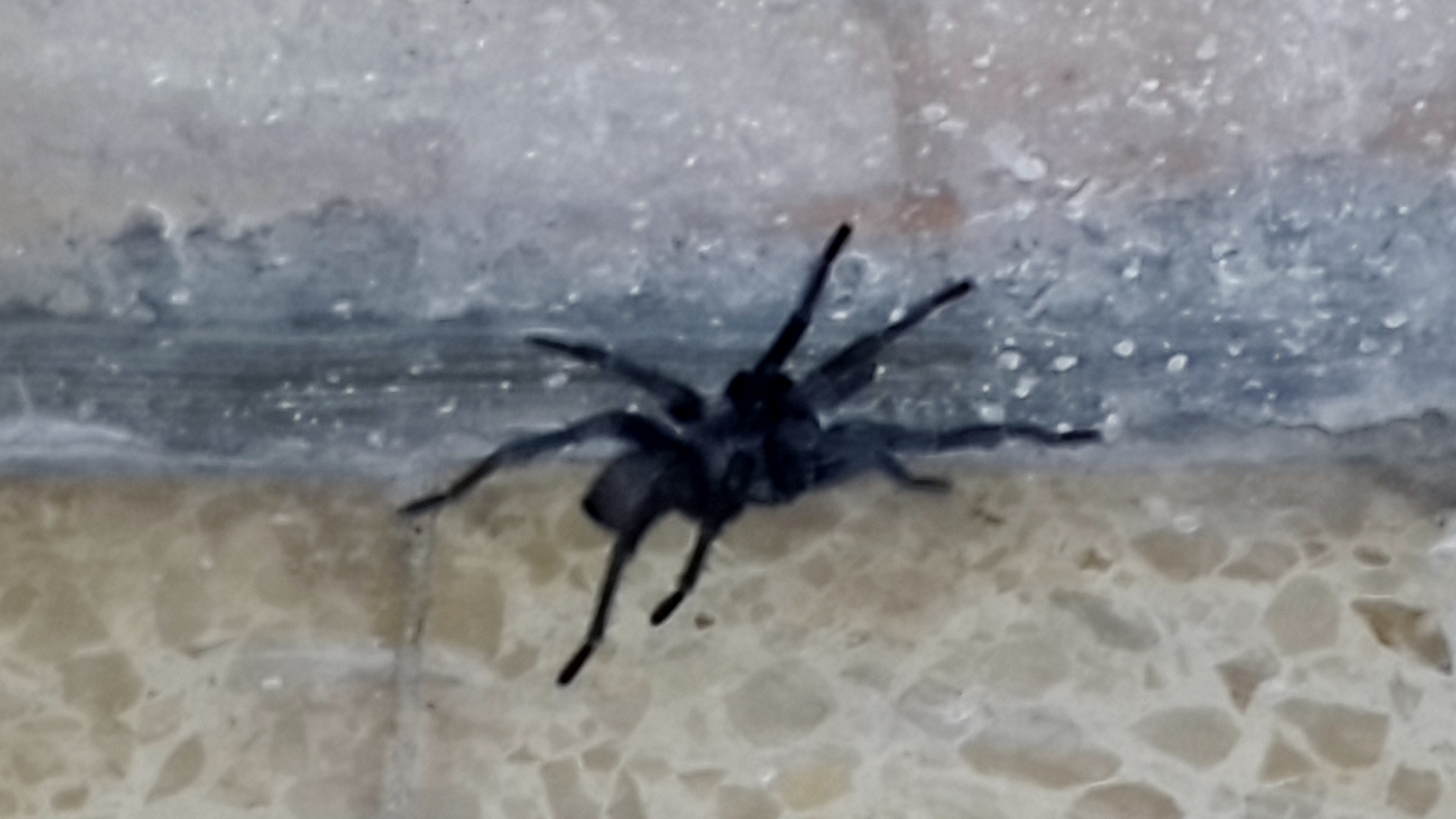
Rückansicht eines Weibchens
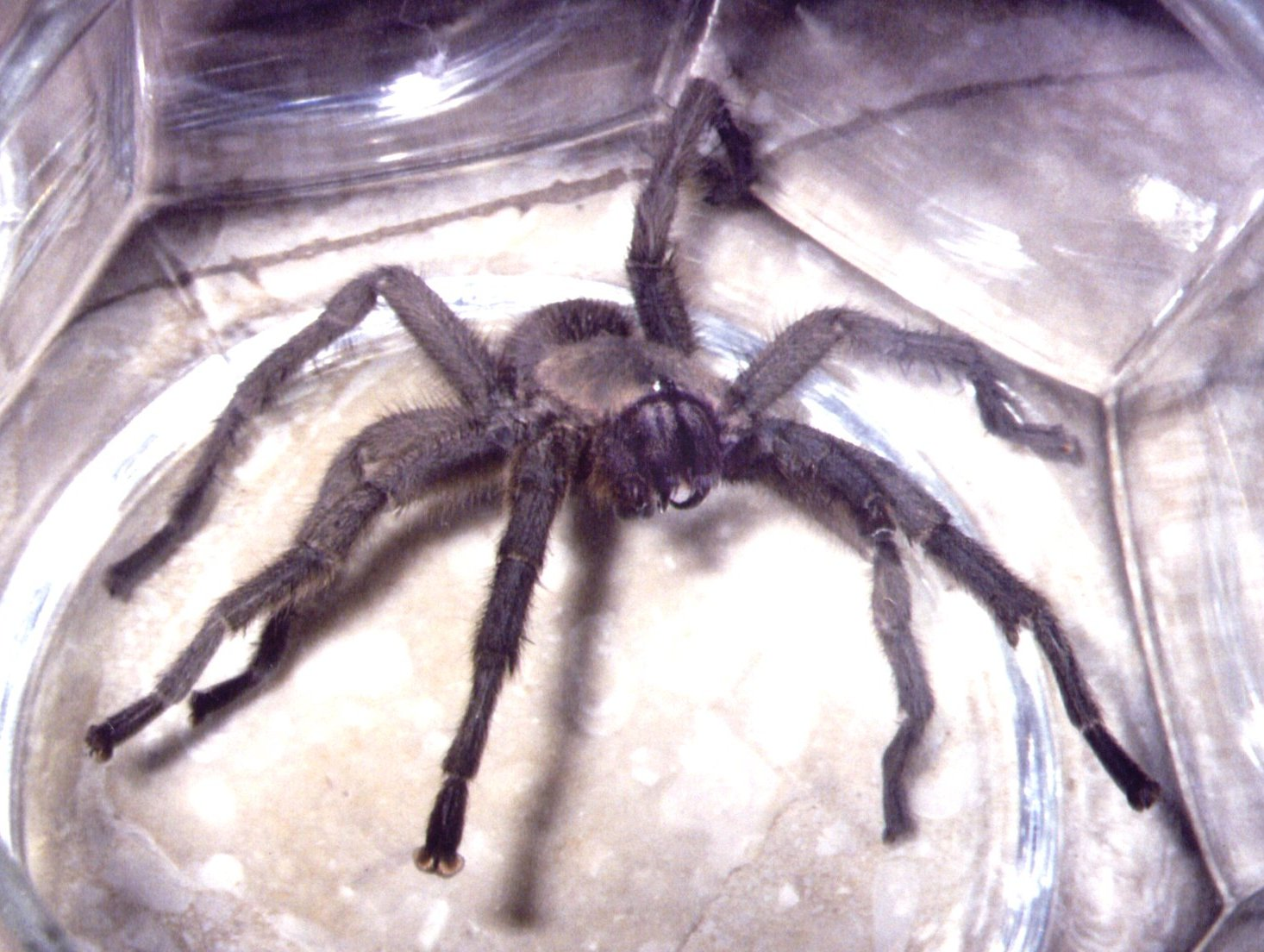
Drohendes Männchen